# Darwinia diminuta
Darwinia diminuta är en myrtenväxtart som beskrevs av Barbara Gillian Briggs. Darwinia diminuta ingår i släktet Darwinia och familjen myrtenväxter.
Artens utbredningsområde är New South Wales. Inga underarter finns listade i Catalogue of Life.